# Jane Brockman (Komponistin)
Jane Brockman (* 1949) ist eine US-amerikanische Komponistin und Musikpädagogin.

## Leben und Wirken
Brockman war die erste Frau in der Geschichte der University of Michigan, die dort einen Doktorgrad im Fach Komposition erlangte. Stipendien ermöglichten ihr Studienaufenthalte in Paris (bri Max Deutsch) und Wien. Zu ihren Lehrern zählten Leslie Bassett, Ross Lee Finney, George Balch Wilson, Wallace Berry und Eugene Kurtz. Sie unterrichtete neun Jahre lang an der University of Connecticut, wo sie ein Studio für elektronische Musik gründete, außerdem an der Hartt School of Music, der University of Rhode Island und der University of Michigan. Als eine von fünf Empfängerinnen eines Stipendiums des Sundance Institute Film Composers' Lab arbeitete sie mit Henry Mancini, Bruce Broughton, Alan Silvestri und David Newman.
Danach wirkte sie in Los Angeles als Komponistin für Film- und Fernsehmusiken, bevor sie sich als freie Komponistin in Santa Monica niederließ. Sie war Vorstandsmitglied der New Yorker Composers Concordance, der Women in Film und der Society of Composers & Lyricists in Los Angeles.

## Werke
- Departures, Trio für Violine, Cello und Klavier, 2009
- Mystique für Klavier zu vier Händen, 2009
- Dance of Spirals, Trio für Violine, Cello und Klavier, 2008
- Star Sail Trio für Violine, Cello und Klavier, 2008
- Law of the Jungle für Marimba und Klavier, 2007
- From Secret Springs für Flöte, Viola, Cello und Klavier, 2006
- Scenes from Lemuria für Klarinette und Streichquartett, 2006
- Feast of Fives für Flöte, Cello und Klavier, 2003
- Fireflies für Soloflöte, 2003
- Fantasy on a Voodoo Rhythm für Altsaxophon, Cello oder Violine und Klavier, 2003, 2006
- Circles in the Sun für Klarinette und elektronische Klänge auf CD, 2002
- Nibiru Trio für Klarinette, Violine und Klavier, 1999
- Prelude to Nibiru für Orchester, 1999
- Tagore Songs für Klarinette oder Sopransaxophon und elektronische Klänge auf CD, 1997
- Tenacious Turns für Klarinette, Pitch-to-MIDI-Concerter und elektronische Klänge auf CD, 1991
- Landscapes für Klavier und elektronische Klänge auf CD, 1990
- Ningana für Klarinette, Pitch-to-MIDI-Concerter und elektronische Klänge auf CD, 1989
- Starsail II, Tanzstück für digitale Synthesizer, 1987
- Starsail für Kammerorchester, 1987, 1998
- Perihelion II für Streichorchester, 1985
- Perihelion I für Streichorchester und Computerklänge, 1985
- Kurzweil Etudes für Kurzweil 250 Synthesizer, 1985
- Refracting Time für zwei Synthesizer und digital bearbeitetes Horn, 1984
- Autumnal Contrasts für Bläserensemble, 1983
- Character Sketches für Klavier, 1983
- Brinkscape, Synclavier-basierter Digitalsound mit Horn, 1983
- Shadows, Duo für Flöte und Klarinette, 1982
- Descent into the Maelstrom für computergeneriertes Tonband und Perkussion, 1982
- Music for Clarinet and Piano, 1981
- Two Piano Quartet mit Flöte und Cello, 1980
- Tall-Tale Fantasy für Klavier, 1978
- Divergences, Trio für Flöte, Sopransaxophon und Klavier, 1975, 2007

## Weblink
- Jane Brockmans Homepage